# Стефан VIII Разван
Стефан VIII Разван (рум. Ştefan al VIII-lea Răzvan, Штефан Резван; (загинув у грудні 1595 року) — воєвода (господарь) Молдовського князівства (між 24 квітня 1595 і серпнем 1595 року).

## Біографія
Батько Стефана Развана був циганом — мусульманином з Османської імперії, який емігрував на північ від Дунаю, у Молдову, у той час як його мати була волошка з молдовських селян. У той час, всі цигани, які жили у Волощині та Молодові були рабами. Правило поширювалося також на будь-яких циганських іммігрантів, за винятком громадян Османської імперії. Отримуючи з цього винятку вигоди, батько, а потім син могли залишатися вільними та брати активну участь у місцевому житті.
Ймовірно, служив в армії короля Генріха IV Бурбона, а потім в армії Речі Посполитої. До зішестя на престол був командиром гвардії Жигмонда Баторі і мав звання гетьмана.
Стефана Разван виглядає як політичний гравець на початку правління Михайла Хороброго у Валахії (1593–1601). Перейшов з Ісламу на Християнство, викликаючи на себе гнів османів. Він мав боярський соціальний статус, і був культурною людиною. Пізніше він бере участь у політиці сусідньої з Молодовою Волощини, де він був призначений в рамках Господарської ради, з посадою гетьман (другий за рангом в армії після господаря), під час правління Арона Тирана. Він вів кампанії молдовської армії проти фортець Тигина, Кілія, Аккерман та Північної Добруджи, потім окупованих турками. Стефан став дуже популярним серед солдатів і при їх підтримці та за допомогою трансільванського князя Жигмонда Баторі, він витіснив Арона Тирана, (довіру до якого було підірвано, серед населення) 24 квітня 1595.
Його правління не тривало довго, оскільки сусідня Річ Посполита не погоджувалась з альянсом Стефана Развана з Трансільванією та Волощиною. Вони вторглися в Молодову в серпні 1595 року, внаслідок чого Єремію Могилу було посаджено поляками на трон. Стефан Разван втік до своїх покровителів в Трансільванію, зібрав підкріплення та повернувся назад, де після вирішальної битви, яка відбулась на рівнинах під Сучавою (3 грудня 1595), після трьох годин бою, поляки перемогли. Після битви Стефан Разван потрапив у полон до Є. Могили та закінчив життя на палі.